# Voorne (Maasdriel)
Voorne is een buurtschap in de Nederlandse gemeente Maasdriel, gelegen in de provincie Gelderland. Het ligt in het noordoosten van de gemeente aan de rivier de Maas. In de Tachtigjarige Oorlog was er op die plek een fort waar honderden manschappen gelegerd waren. In het landschap zijn de contouren daarvan nog zichtbaar. De schans werd ook wel Fort Nassau genoemd.

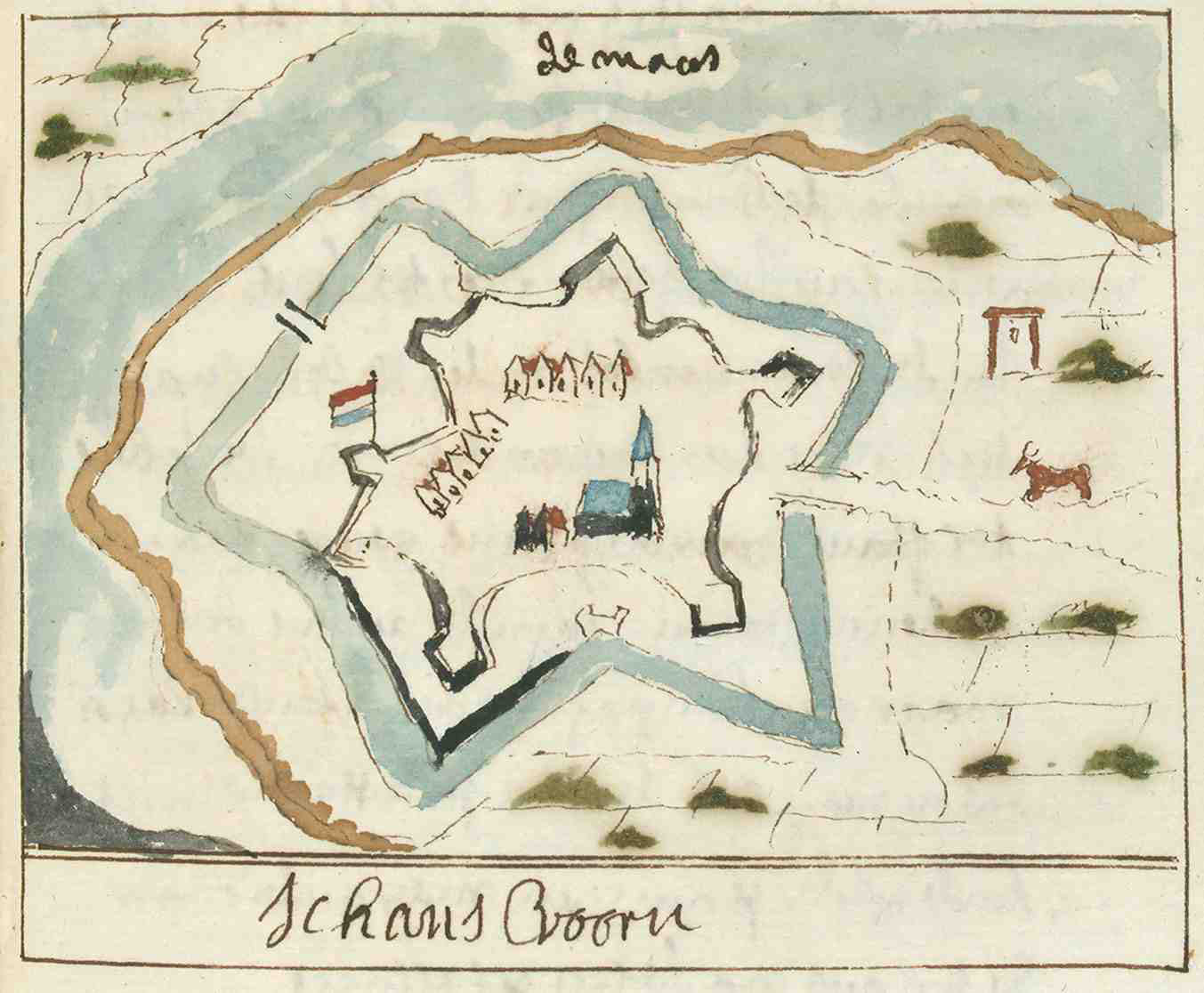
Het fort Voorne in de Atlas Schoemaker

Dorpen: Alem · Ammerzoden · Hedel · Heerewaarden · Hoenzadriel · Hurwenen · Kerkdriel · Rossum · Velddriel · Well · Wellseind

Buurtschappen: Californië · Doorning · Rome · Sint Andries · Slijkwell · Veluwe · Voorne · Wordragen

Gelderland: Steden en dorpen in Gelderland      Nederland: Provincies · Gemeenten